# Rychlostní silnice S10 (Polsko)
Rychlostní silnice S10 je polská rychlostní silnice, která začíná na křižovatce s dálnicí A6 a končí u města Naruszewo na křižovatce s rychlostní silnicí S50. Bude spojovat Štětín s Varšavou. Bude tvořit spojnici dálnice A6 a A1 a rychlostních silnic S11, S5 a S50. Celková délka rychlostní silnice je 460 km, z toho je v provozu 33,8 km a ve výstavbě je 31,5 km. Vede přes Západopomořanské, Velkopolské, Kujavsko-pomořské a Mazovské vojvodství.

## Současnost
V provozu je úsek mezi Štětínem a Stargardem Štětínským, obchvat Bydhoště, obchvat Toruně, obchvat Wyrzysku.
Ve výstavbě je obchvat města Wałcz a dostavba úseku mezi Kobylankou a Stargardem Štetínským na plný profil.